# Bénédict Remund
Bénédict Remund (* 30. November 1904 in Basel; † 23. Februar 1993 in Théméricourt, Frankreich) war ein Schweizer Bildhauer und Bildender Künstler.

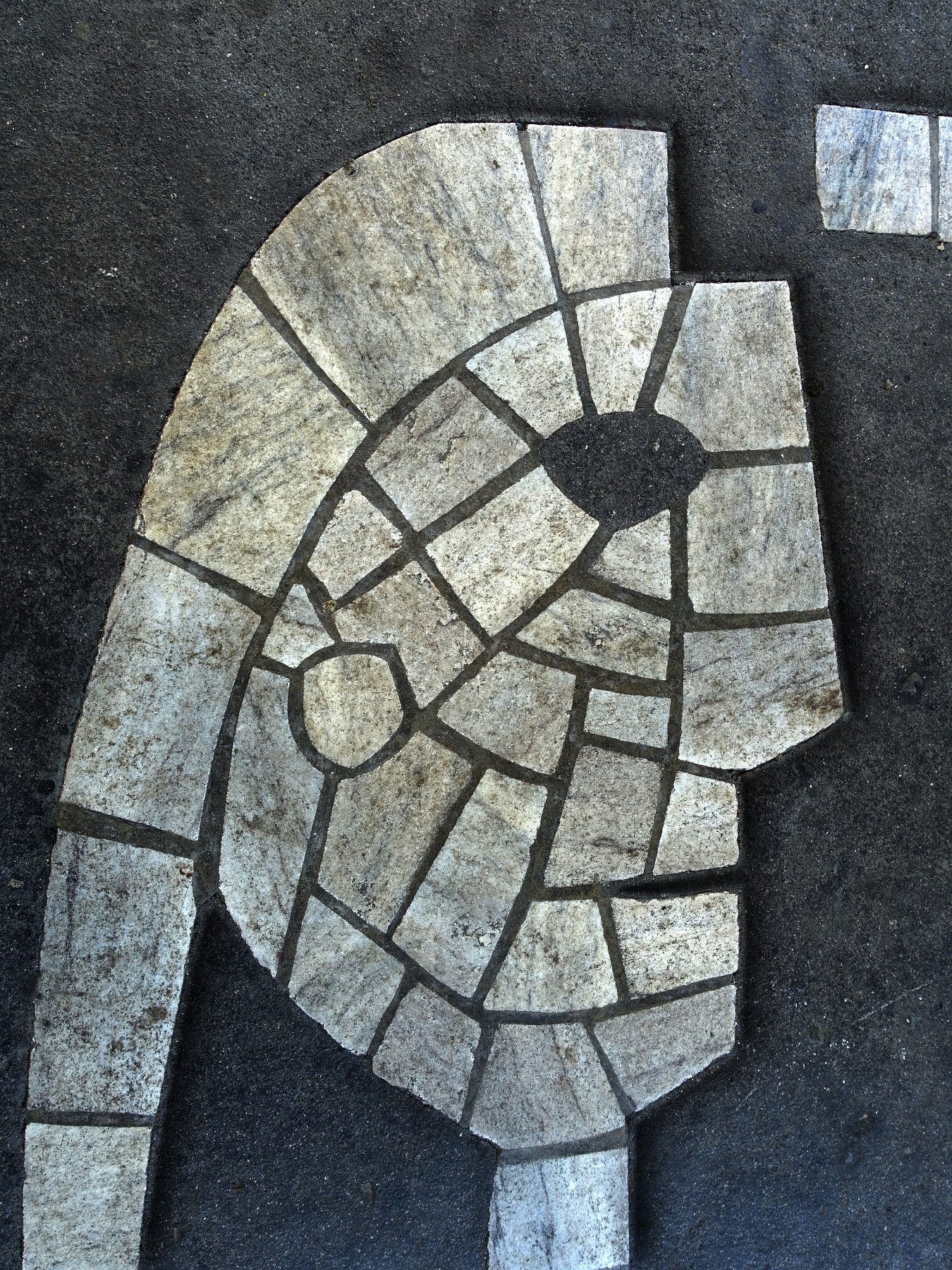
1953, Mosaik, Gellertschulhaus, Basel.

## Leben und Werk
Bénédict Remund absolvierte eine Holzbildhauerlehre. Nebenbei belegte er Abendkurse in Modellieren und Zeichnen an der Allgemeinen Gewerbeschule Basel. Bis 1930 verdiente er sich den Lebensunterhalt mit Möbelschnitzereien und arbeitete daneben künstlerisch für sich. 1930 übersiedelte er von Basel nach Paris und arbeitete in seinem Atelier. Nach Kriegsausbruch kehrte er 1939 nach Basel zurück. Ab 1952 lebte er bis zu seinem Tod zurückgezogen mit seiner Frau Lily und den gemeinsamen Kindern in Théméricourt.
Remund entwickelte seine Werke bis zu ihrer Vollendung über Jahre hinweg und zerstörte auch scheinbar abgeschlossene Arbeiten. Seine Plastiken und Reliefs für den öffentlichen Raum führten in politischen Kreisen und in der Bevölkerung von Basel oft zu heftigen Auseinandersetzungen. So verweigerte u. a. die Mehrheit der Basler Grossräte 1948 den Kredit für die Umsetzung in Stein seines Gips-Relief «La Forêt», ein langgestrecktes Tier, das durch sperriges Unterholz streicht, für den Innenhof des Basler Kunstmuseums.
Bénédict Remund schuf zudem u. a. Zeichnung, Gemälde, Gravuren, Mosaike und Wandteppiche. Einige seiner Werke gingen aus Wettbewerben des Kunstkredit Basel-Stadt hervor und sind im öffentlichen Raum zu sehen. Remund war eng mit Otto Abt befreundet und ein langjähriges Mitglied der Gruppe 33.

## Öffentliche Werke (Auswahl)

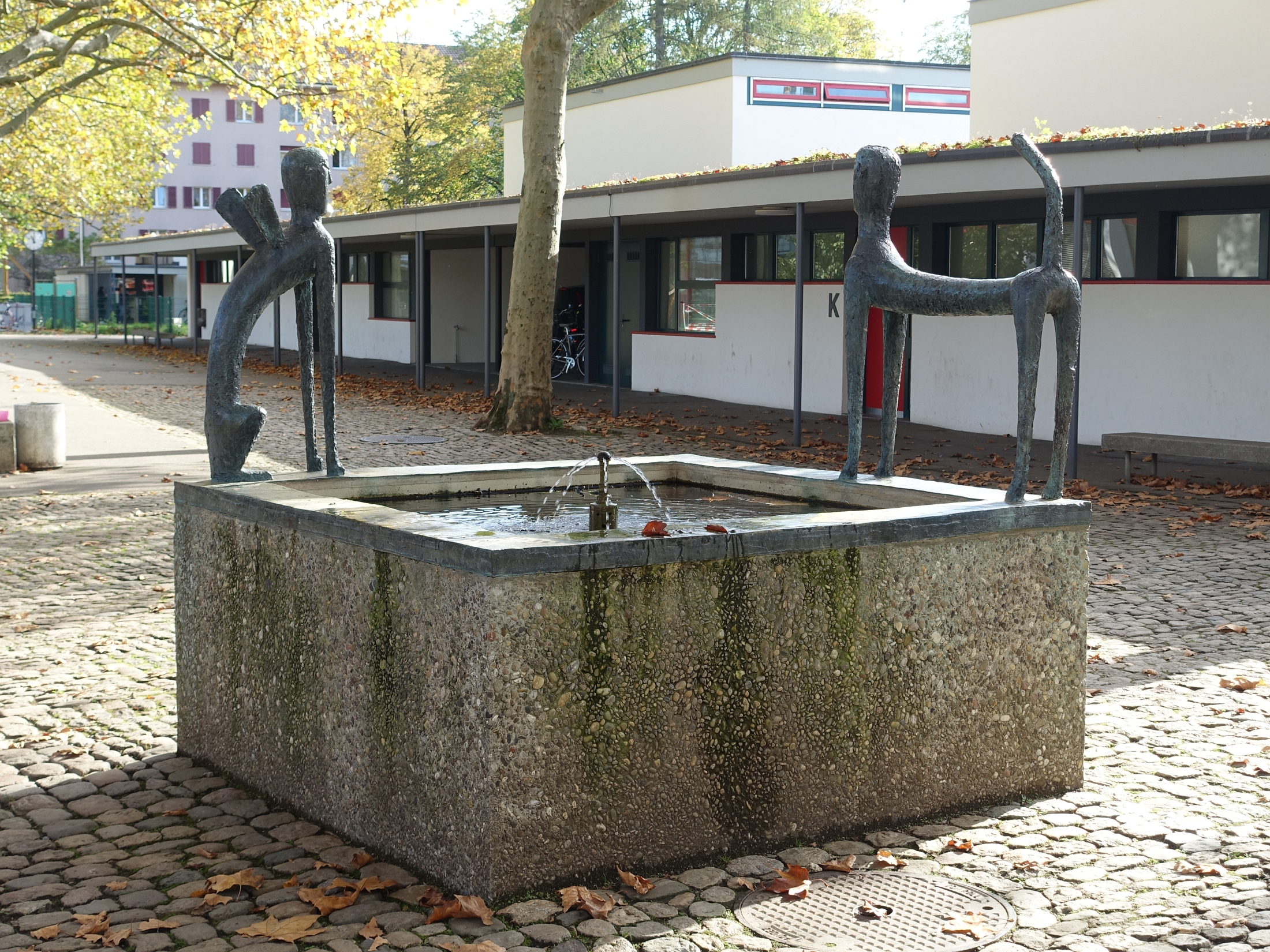
1958–1963, Sphingen, Wasgenringschulhaus, Basel

- 1958–1963, Sphingen, Wasgenringschulhaus, Basel1941: Zwei Steinkonsolen an der kantonalen Handelsschule
- 1942: Der rote Hahn. Steinrelief an der Fassade der Feuerwache in Basel
- 1952: Die Hand. Steinrelief (Signet) an der Fassade der ehemaligen Handwerkerbank an der Aeschenvorstadt 2 in Basel
- 1952: Chant d’ été. Steinrelief an der Fassade der PAX-Versicherung in Basel
- 1958–1963: Sphingen, Bronzeplastiken für eine Brunnenanlage im Areal Wasgenring-Schulhaus in Basel
- 1956–1965: Brunnenanlage mit Bronzeplastik und Bodenmosaik im Hof des Realgymnasiums in Basel
- 1963: Betonguss-Relief am Schulhaus Spiegelfeld in Binningen
- 1963: Journée d’ été. Bronzerelief im Vogelsang-Schulhaus in Basel

## Ausstellungen (Auswahl)
- 1942: Lausanne, Museé Cantonal des Beaux Arts, Groupe 33 de Bâle
- 1943: Kunsthalle Basel, 10 Jahre Gruppe 33
- 1945: Kunstmuseum Basel, 15 Jahre Gruppe 33
- 1950: Paris, Galerie Klèber, Le Groupe 33 de Bâle
- 1953: Kunsthalle Basel, 20 Jahre Gruppe 33
- 1963: Kunsthalle Basel, 30 Jahre Gruppe 33
- 1983/1984: Wanderausstellung, 50 Jahre Gruppe 33

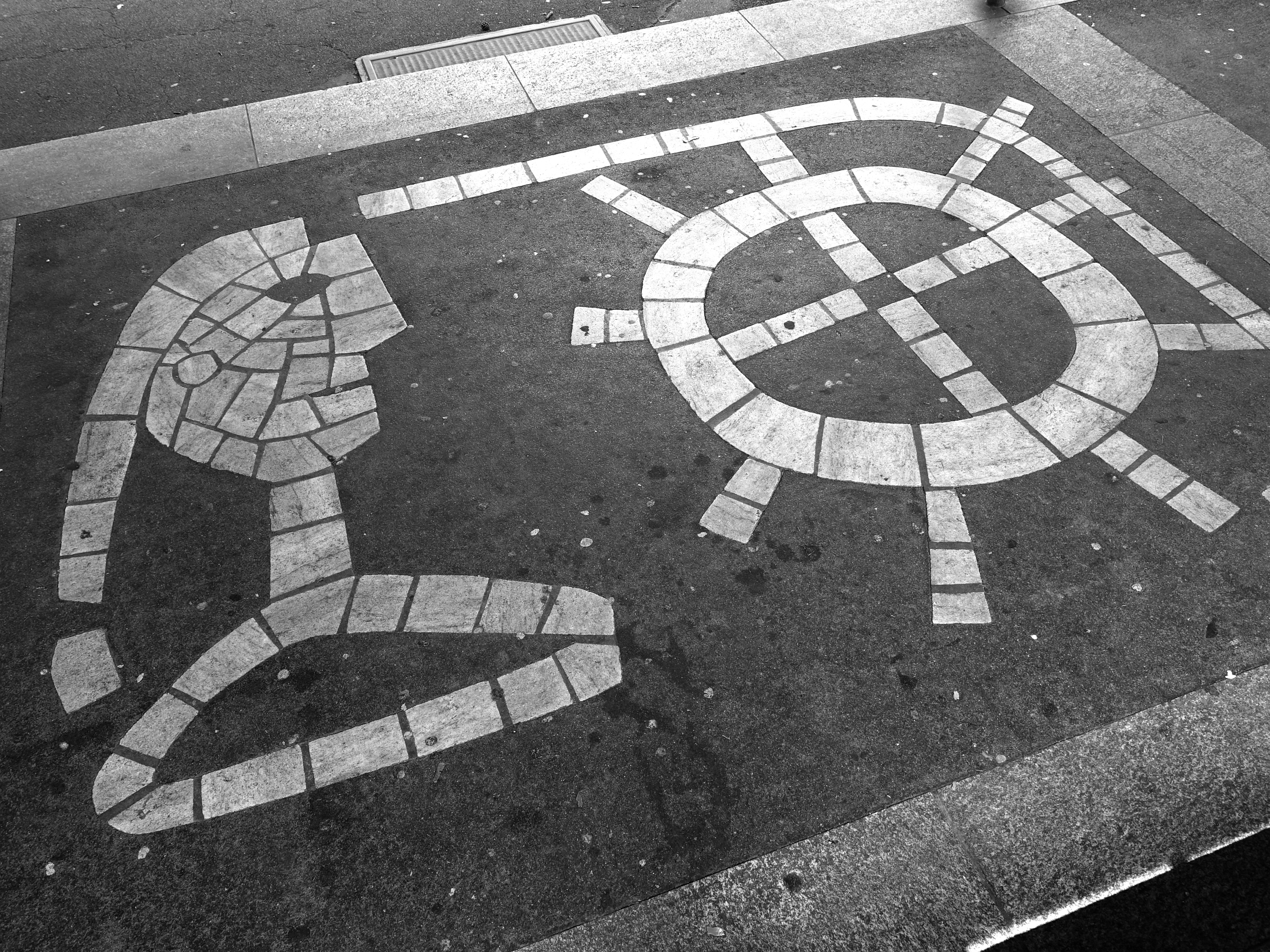
1953, Bodenmosaike (308 X 400 cm), Gellertschulhaus in Basel
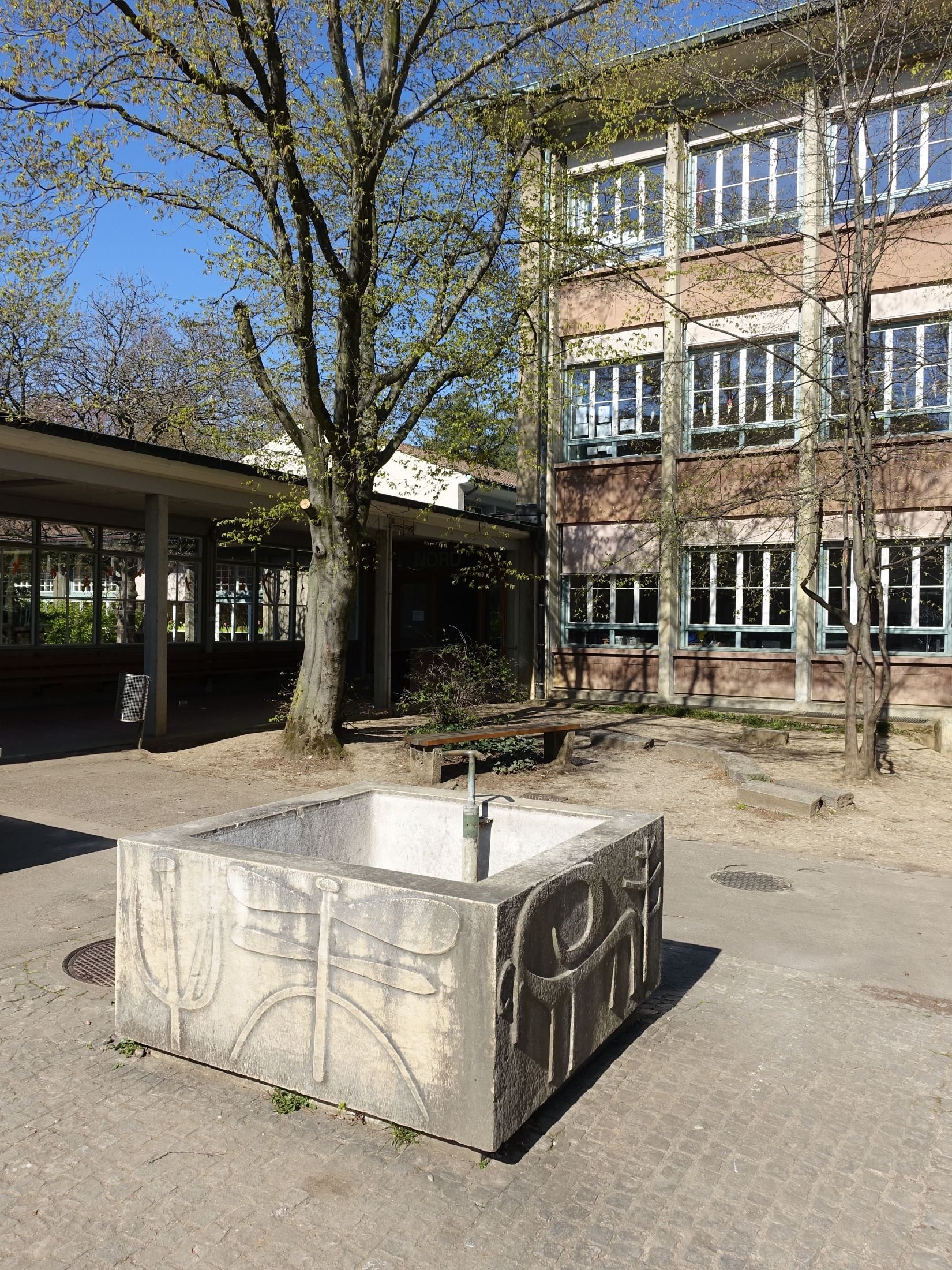
1956, Vier Reliefs. Petite historie naturelle, Neubadschulhaus in Basel
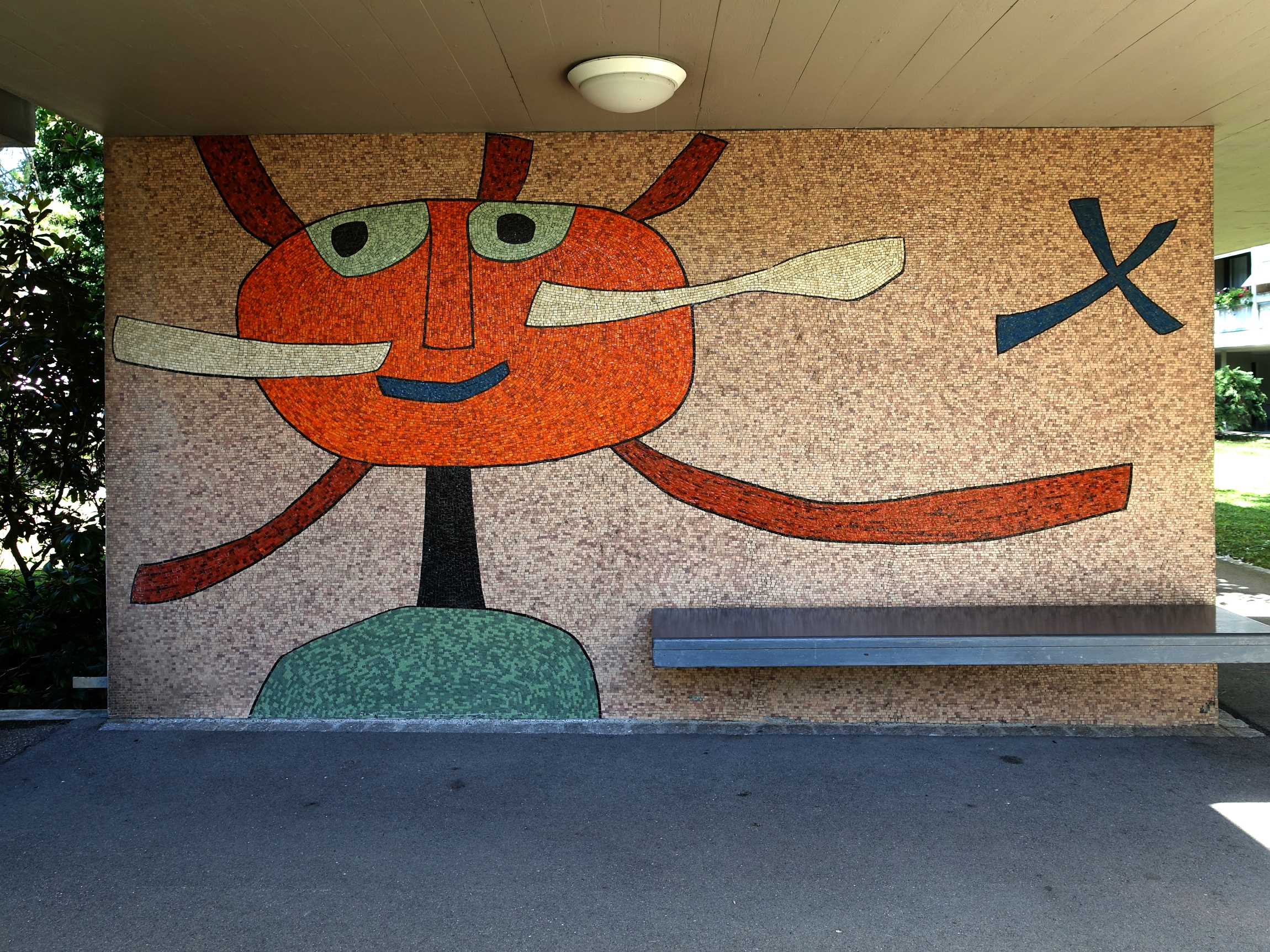
1966, Murano-Mosaik, Morgen, Alterssiedlung Gellertfeld in Basel
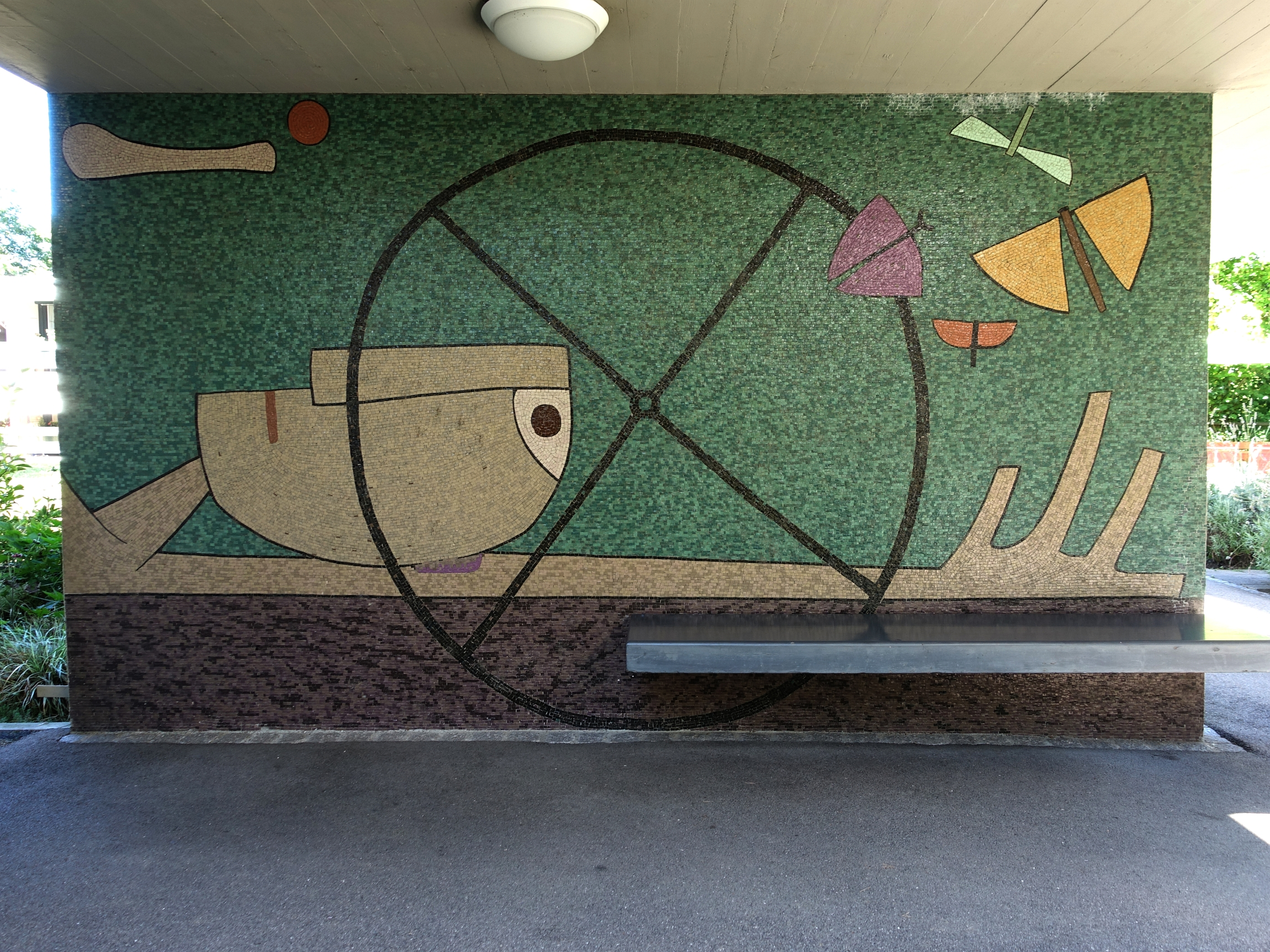
1966, Murano-Mosaik, Mittag, Alterssiedlung Gellertfeld in Basel
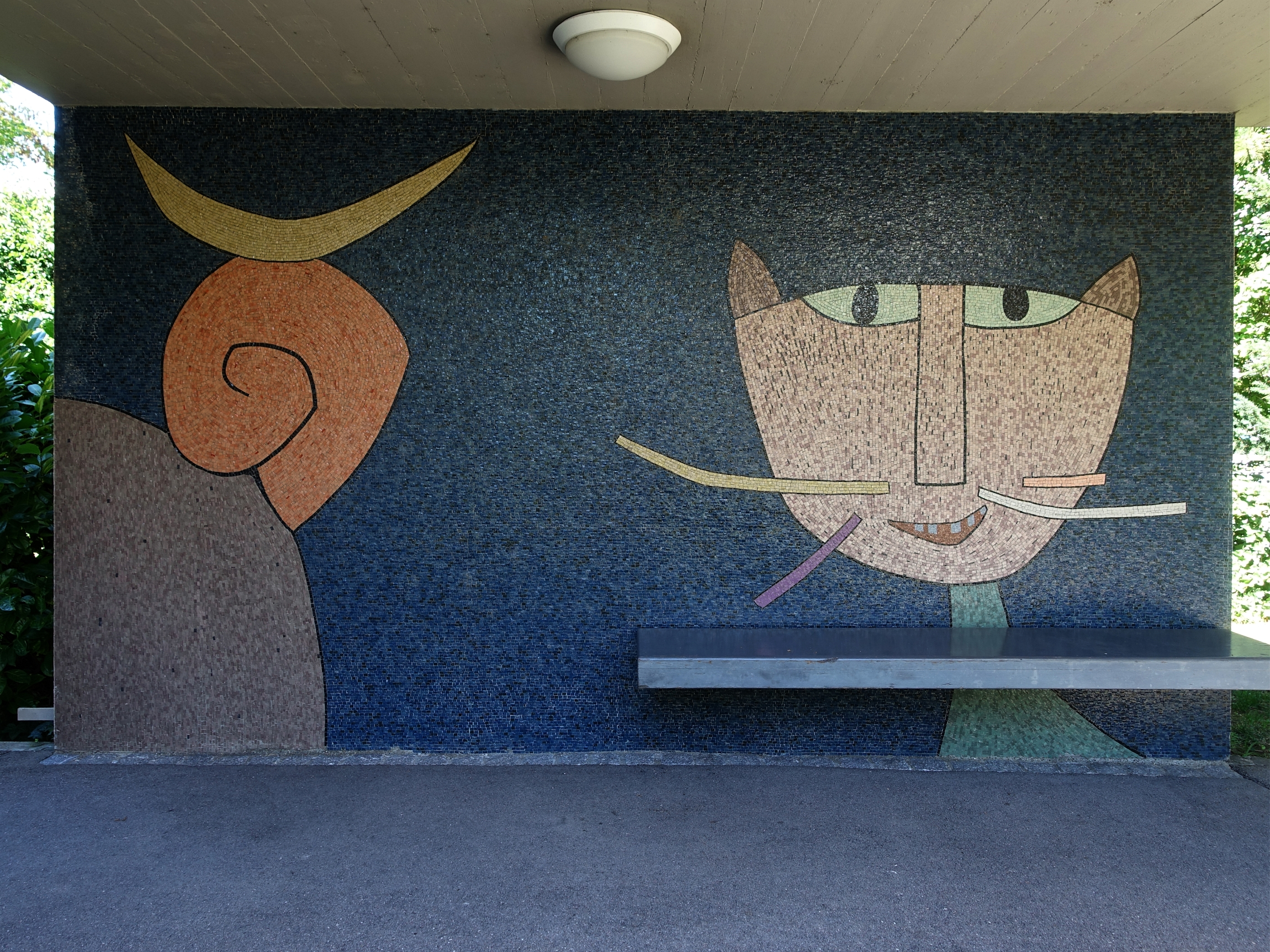
1966, Murano-Mosaik, Nacht, Alterssiedlung Gellertfeld in Basel
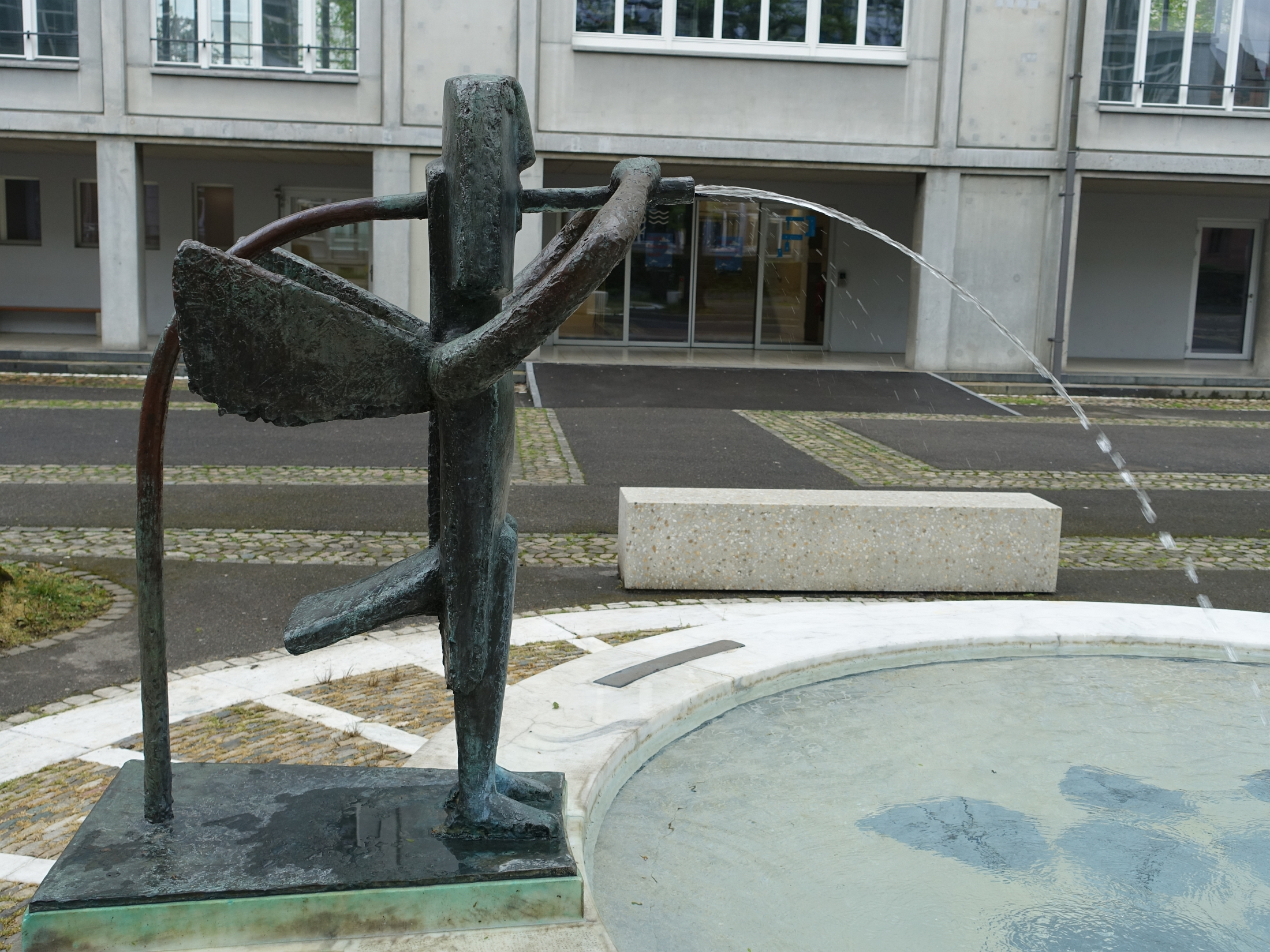
1956–1965, Brunnenanlage mit Bronzeplastik Allegretto und Bodenmosaik im Hof des Gymnasium Kirschgarten.
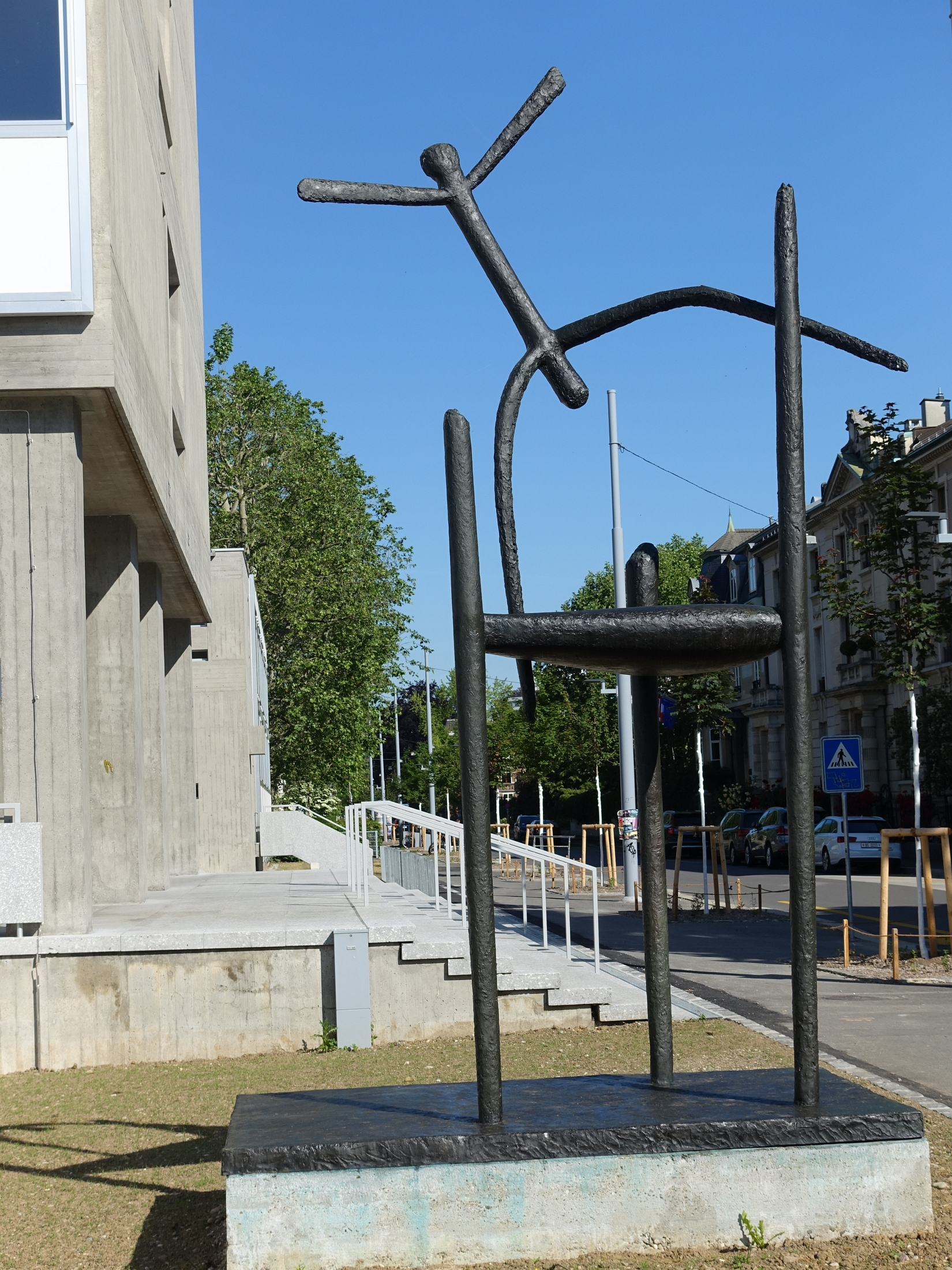
Skulptur, Ca Commence Le Matin, 1971, Fachmaturitätsschule in Basel